# Relais 4 × 400 mètres masculin aux Jeux olympiques d'été de 1980
Navigation
Montréal 1976 Los Angeles 1984

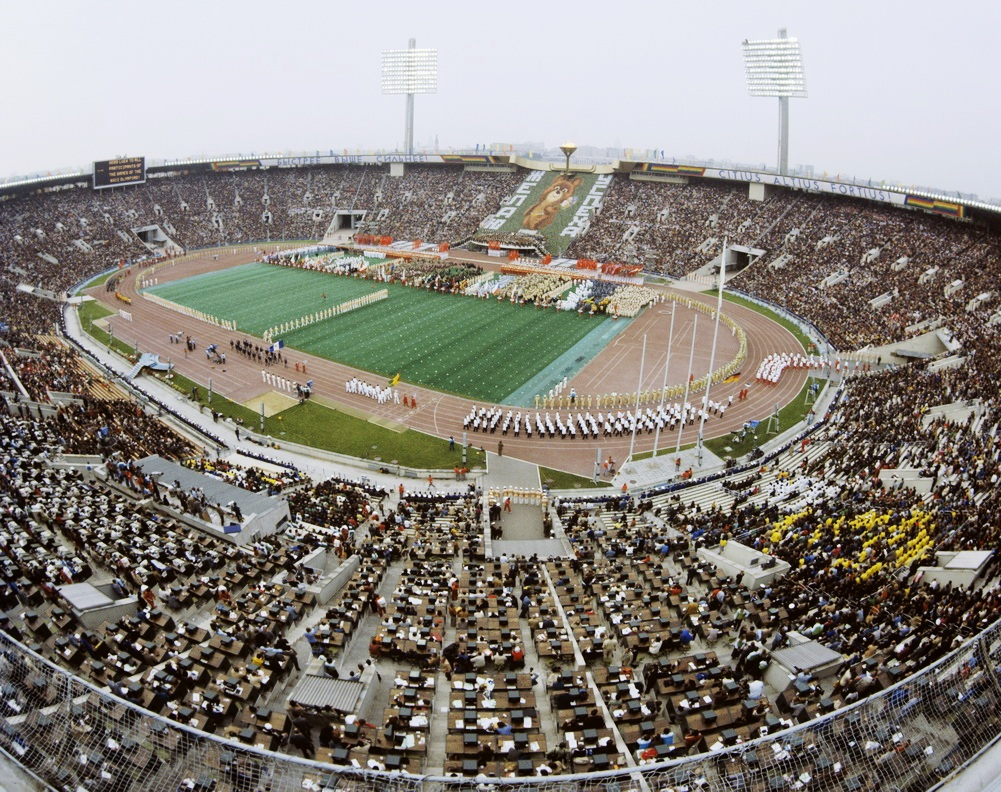
Cérémonie d'ouverture des Jeux Olympiques de 1980

L'épreuve du relais 4 × 400 mètres masculin aux Jeux olympiques de 1980 s'est déroulée les 31 juillet et 1er août 1980 au Stade Loujniki de Moscou, en URSS. Elle est remportée par l'équipe d'URSS (Viktor Markin, Remigijus Valiulis,  Mikhail Linge et Nikolay Chernetsky) dans le temps de 3 min 1 s 1.

## Résultats

### Finale
| Rang               | Athlète                                                                           | Pays               | Temps        |
| ------------------ | --------------------------------------------------------------------------------- | ------------------ | ------------ |
| Médaille d'or      | Viktor Markin Remigijus Valiulis Mikhail Linge Nikolay Chernetsky                 | Union soviétique   | 3 min 01 s 1 |
| Médaille d'argent  | Klaus Thiele Andreas Knebel Frank Schaffer Volker Beck                            | Allemagne de l'Est | 3 min 01 s 3 |
| Médaille de bronze | Roberto Tozzi Mauro Zuliani Stefano Malinverni Pietro Mennea                      | Italie             | 3 min 04 s 3 |
| 4                  | Jacques Fellice Robert Froissart Didier Dubois Francis Demarthon                  | France             | 3 min 04 s 8 |
| 5                  | Paulo Roberto Correia Antonio Dias Ferreira Agberto Guimarães Geraldo Jose Pegado | Brésil             | 3 min 05 s 9 |
| 6                  | Joseph Coombs Charles Joseph Rafee Mohammed Michael Solomon                       | Trinité-et-Tobago  | 3 min 06 s 6 |
| 7                  | Josef Lomický Dušan Malovec František Brecka Karel Kolář                          | Tchécoslovaquie    | 3 min 07 s 0 |
| 8                  | Alan Bell Terry Whitehead Roderic Milne Glen Cohen                                | Royaume-Uni        | DNF          |

## Légende
Records et Performances
- AR : Record continental (area record)
- CR : Record des championnats (championship record)
- MR : Record du meeting (meet record)
- NR : Record national (national record)
- OR : Record olympique (olympic record)
- PR : Record paralympique (paralympic record)
- PB : Record personnel (personal best)
- SB : Meilleure performance personnelle de la saison (season's best)
- WL : Meilleure performance mondiale de l'année (world leader)
- WJR : Record du monde junior (world junior record)
- WR : Record du monde (world record)

Circonstances et Conditions
- DNF : N'a pas terminé (did not finish)
- DNS : N'a pas pris le départ (did not start)
- DQ : Disqualification (disqualification)
- NM : Aucun essai valable enregistré (No Mark)
- Q : Qualifié « directement » au prochain tour (ou à la prochaine compétition), lors d'une compétition majeure, grâce au classement ou à la réalisation des minima (automatic qualifier)
- q : Qualifié au prochain tour (ou à la prochaine compétition), lors d'une compétition majeure, grâce au repêchage ou à la réalisation de l'une des meilleures performances parmi celles des « non qualifiés directement » (grâce au meilleur temps ou à la meilleure distance par exemple) (secondary qualifier)